# National Challenge Cup de 1969
A National Challenge Cup de 1969 foi a 56ª temporada da competição futebolística mais antiga dos Estados Unidos. New York Greek Americans entra na competição defendendo o título.
O campeão da competição foi o New York Greek Americans conquistando seu terceiro título, e o vice campeão foi o Montabello Armenians.

## Participantes
| Entram na Primeira Fase |
| - Blue Star - Eintracht - Good Counsel - Heidelberg Beer - Los Angeles Croatia - Gottschee - Hansa - Hartford Hellenic - Montabello Armenians - New York Greek Americans - New York Hota - New York Ukrainians - Philadelphia United German-Hungarians - Polonia - San Francisco Scots - St. Louis Kutis SC |

## Premiação
| National Challenge Cup de 1969               |
| -------------------------------------------- |
| New York Greek Americans Campeão (3º título) |